# Estádio Cuscatlán
Cuscatlan Stadium é um estádio de futebol localizado na cidade de San Salvador, El Salvador. Foi inaugurado em 1976. Pode acomodar 44.836 espectadores, tornando-o o maior estádio da América Central e do Caribe. O estádio foi remodelado em 1997 e os outros foram feitas em 2007, 2008 e mais recentemente em 2015, com a mudança de cores alusivas à bandeira (azul e branco).
- Origem do Nome

Juntamente com a construção foi realizada uma competição para nomear o estádio, surgindo três nomes possíveis: San Salvador, fraternidade e Cuscatlan; o final foi designada "Estadio Monumental Cuscatlan"

## História
A necessidade de construir um grande estádio moderno em El Salvador veio em setembro de 1969, embora a construção do estádio Monumental é pequeno em comparação com os estádios gigantes em outras regiões do mundo. Estava programado para estádio Cuscatlán foi palco funcional maior e mais moderno da época em toda a América Central e no Caribe, ainda hoje continua a ser o maior estádio na região.
Em março de 1970 esportes estádios sociedade de El Salvador, S.A., (EDESSA) foi criado, e em julho do mesmo ano a constituição da Companhia perante o notário René Padilla e Velasco foi assinado.

## Construção
Com a empresa já estabelecida em 1970, (Sports Estádios de El Salvador, SA, (EDESSA), o estádio começou a ser construído na parte sul de San Salvador. A primeira pedra da obra colocou em 16 de Abril de 1971 por . o então Presidente da República coronel Fidel Sanchez Hernandez em quadra duas decisões foram tomadas: fazê-lo com sonda do tipo ou programa Peru e excelentes empresas de trabalho construção de drenagem Siman, SA, construção técnica, investimento e atribuídos. Valores, SA, sob a supervisão de López Muñoz e Arquitetos.
Financiamento da construção do estádio foi através de uma linha de crédito especial do Banco Central sob a responsabilidade financeira do Banco Cuscatlán, S.A., Desenvolvimento Financeiro, S.A. e Central, S.A.

## Inauguração
A abertura do estádio ocorreu em 24 de julho de 1976, após a realização de um concurso para encontrar-lhe um nome, era tão Estadio Monumental Cuscatlan foi chamado. O jogo inaugural esteve a cargo do Borussia Moenchengladbach da Alemanha e da equipa de futebol nacional El Salvador, cujo resultado foi 2–0 a favor da equipa alemã.
| Data        | condição | equipamento                     | Resultado | equipamento              | Espectadores |
| ----------- | -------- | ------------------------------- | --------- | ------------------------ | ------------ |
| 24 de Julho | amigável | Seleção Salvadorenha de Futebol | 0–2       | Borussia Mönchengladbach | 55 000       |

Flor Blanca Stadium, agora Estádio Jorge "Mágico" González, tinha sido a sede da Selecção Nacional de El Salvador quando eles se classificou para a Copa do Mundo em 1970. Sete anos mais tarde, foi construído para sediar os jogos em casa a equipe nacional.

## Presente
É atualmente o maior estádio da América Central e do Caribe. Em 1 de Abril de 2008, o display LED de 50 m2 HD foi lançado, a tela moderna é realmente um plasma LED, cujo valor é de aproximadamente US $ 1 240 000. Tem som interno composto por 26 altifalantes com uma potência total de 24 000 watts. trombetas anteriores forneceram um 6 000 watts de som, instalação de equipamento moderno de tudo isso levou 120 dias.
A partir de Maio de 2011, em anexo para o chão do estádio, o projeto de construção de dois campos de futebol começou rápido. Em 2015,  fez-se uma nova remodelação seu velho amarelo mudando as cores alusivas a sua bandeira azul e branca com um custo de US $ 250 000, que terminou em 11 de novembro do mesmo ano

## Instalações e Capacidade
O 'Estádio Cuscatlán Monumental' tem as seguintes instalações de distribuição:
| localidade           | Cor       | FIFA   | EDESSA |
| -------------------- | --------- | ------ | ------ |
| Orquestra            | Azul céu  | 2 013  | 3 000  |
| Arquibancada Norte   | rapé      | 1 672  | 2 500  |
| Arquibancada do Sul  | mar       | 1 709  | 2 500  |
| Sombra do Norte      | verde     | 4 900  | 5 000  |
| Sombra do Sul        | amarelo   | 2 500  | 4 000  |
| Preferido sol Norte  | preto     | 4 220  | 5 200  |
| Preferido Sol do Sul | laranja   | 6 044  | 7 800  |
| Sol Geral            | vermelhão | 16 812 | 18 000 |
| Palcos               | Blanco    | 3 400  | 3 400  |
| Extras               | de pé     | 2 000  | 2 000  |
|                      | TOTAL     | 45 370 | 53 400 |

O Cuscatlán Stadium também possui as seguintes especificações:
- 15 bilhetes de acesso ao Estádio.
- 3 acessos aos camarotes do estádio
- 10 bilheterias disponíveis para venda de ingressos.
- Setores: Planalto, arquibancada norte e sul, sombra norte e sul, sol preferencial norte e sul e sol geral
- Possui sistema de drenagem francês.
- Novo sistema de irrigação por aspersão automatizado, que possui 12 aspersores dentro do campo de jogo e 18 no perímetro, dividindo a irrigação por zonas e otimizando a água.
- 10 m² tela LED 4K
- 560 caixas.[2]
- 4 vestiários totalmente equipados e um ginásio equipado.
- 2 escavados com capacidade para 20 jogadores cada
- Uma tela gigante de 100 m² LED 4K [3] alta definição.
- 6 câmeras robóticas estrategicamente colocadas no estádio para a transmissão na tela gigante.
- Tecnologia de sistema de som interno Dolby Digital Surround 24 mil watts.
- 16 cabines para rádio e televisão.
- Sala de imprensa
- 3 torres de alumbrado eléctrico, las cuales cuentan las torres norte y sur con 22 fanales cada una y en la del centro con 26 fanales y todas con 10 [[Halógenos|halógenas] ] cada uma.
- O sistema de iluminação do estádio foi reforçado com a instalação de 170 novas lâmpadas de iodetos metálicos de 1.500 watts com capacidade de 1.000 lux.
- Campo de futebol 11
- Dois campos de futebol rápidos
- Quatro campos de futsal
- Estacionamento para 2.500 veículos.
- O único estádio nacional que atende aos requisitos da FIFA para partidas internacionais